# МДМА
МДМА, генеричко име метилендиоксиметамфетамин, познат и као екстази, у жаргону „ексер“, је синтетичка, психоактивна дрога, дериват амфетамина. Спада у јаче психоактивне дроге, а деловање је слично допингу у спорту. Узима се орално у облику таблета. Доза од 75 до 100 mg почиње деловати након 20 до 40 минута, а делује od 3 do 5h.
Симптоми су проширене зенице, кочење и дрхтање вилице и зуба, пораст крвног притиска, убрзани рад срца, губитак апетита и велика издржљивост без знакова умора. Екстази појачава перцепцију околине, а након прекида су могући флешбекови. Након попуштања деловања дроге могућа је депресија, умор и исцрпљеност.

## Популарност
Иако синтетизован 1912. године екстази се сматра новом дрогом. Често је коришћен у групацијама које слушају одређену врсту музике, данас најчешће електронске (рејв, техно итд.). Психеделичне дроге шездесетих које си промовисале „спиритуалност“ и „спајање с универзумом“, забрањене су 1970. године.
Екстази има потенцијалне психостимулативне и психоделичне супстанце. Године 1985. екстази је стављен на листу са другим психоделицима, уз наглашену забринутост због његове немедицинске употребе и „пренаглашене добронамерне подршке и бескомпромисног прозелитизма“ који се испољавају епидемијским ширењем екстазија у популацији деце и омладине.

## Штетне последице
Последице предозирања екстазијем могу бити смртни исходи, хиперпирексија (повећана температура), дехидрација (губљење течности) и отказивање рада срца. Постоји и „природни“ екстази — таблете које садрже жен-шен, колу и неке природне енергансе — до чије шире производње и употребе је већ дошло.

### Ментални поремећаји
По свом саставу „екстази“ је сличан амфетамину и мескалину, па су и доминантни фармакодинамски ефекти стимулација менталне активности и илузионо - халуцинаторне „креације“. Супстанца се брзо ресорбује, прелази крвно - мождану баријеру и делује на централни нервни систем.
На западу злоупотребе ове супстанце достиже епидемијске размере међу тинејџерима. Последице злоупотребе ове супстанце су на нивоу менталног функционисања, телесног здравља и поремећаја личности. Реакције су индивидуалне, а токсични ефекти могу бити испољени и при врло малим дозама.
Међу психичким симптомима доминирају:
- страх, депресивност[17][18][19]
- слусне и видне халуцинације[20]
- токсичне или тзв. декласиране психозе код особа које су, у неповољним животним ситуацијама или због интоксикације предиспониране да оболе од неке душевне болести

Токсичне психозе праћене су халуцинацијама, параноичним идеацијама и паничним страхом да су егзистенцијално угрожени, самоубилачким идејама и самоубиствима. Бројне су последице на соматском плану и здравље младих особа озбиљно је угрожено. Најчешћи поремећаји су: запаљење јетре и бубрега, инсуфицијенција бубрега и срца, кардио - миопатије, васкуларна крвављења, разна нервна обољења (тикови, поремећаји налик на паркинсонизам), као и конвулзије епилептичног карактера (код особа која имају личну или породичну предиспозицију).
Значајно је истаћи и поремећаје личности корисника дроге. Најчешће то су опсесивно- компулзивни феномени, карактеристични по присилним поступцима, као и стереотипна понашања.

### Поремећаји раста
Екстази делује и на ендокрини систем, посебно на штитну жлезду и хормон раста. Забележени су случајеви застоја у развоју у деце која су користила неке од од деривата амфетамина. Описани су случајеви драматичног пропадања мишићне масе.
Смртни исходи такође су зле последице интоксикације, посебно у случајевима када је дрога узета у комбинацији с алкохолом, или са лековима који смањују крвни притисак, неким антидепресивима и антималарицима.

### Акутне интоксикације од страха до психичког слома
- Акутна интоксикација екстазијем резултат је прекорачења дозе у кратком временском интервалу. Манифестује се соматским и психичким дисфункцијама. Прекомерне дозе су смртоносне[21][22].
- Пролонгирана интоксикација последица је хроничне употребе екстазија. Симпотми варирају у интензитету : од благе дисфорије до параноидне психозе. Корисник дроге је еуфоричан, али и забринут непријатним телесним сензацијама, или сумњичав, остећеног доживљавања реалности и окружења као угрожавајућег. Смањење сна и апетита су исто тако карактеристични симптоми.

Индукована екстази (МДМА) ансиозност објашњава се могућношћу да екстази садржаје несвесног дела психе пренесе у свест. Особа није у стању да интегрише несвесне и емоционално богате информације.
Акутна интоксикација малом дозом супстанце (50 - 150 mg) праћена је благом анксиозношћу, зебњом, нервозом, грижењем вилице, а ишчекивање посебних доживљаја може изазвати стање страха.
Интоксицираног треба умирити благим наступом, подршком и уверавањем да је то пролазни ефекат унесене дроге.
- Акутна интоксикација средње великим дозама (250 - 300 mg) карактеристична је по одређеној психопатологији и зависи од квалитета толеранције на унесену психостимулативну супстанцу.

Визуелне „искривљености“ манифестују се виђењем светлуцавих и сјајних предмета, титрајућег кретања, геометријски улепшаних. Особа је свесна ефекта супстанце и захтева да остане сама или, пак, тражи помоћ терапеута. Особа је уплашена и терапеут мора да располаже одређеном вештином да успостави комуникацију. Некад испољавају наглашену бригу о другим особама које су такође под дрогом, тврдећи за себе да су „хај“. Могу се појавити параноидне идеације, снажна депресивност, као и изненадне промене стања свести.
- Акутна интоксикација великим дозама (300 - 400 mg) зависи од претходних искустава корисника дроге (употреба стимулативних и халуциногених дрога, ПЦП-а и сл. ), толеранције и окружења.

Доминирају следећи симптоми :
- анксиозност која често прераста у панику (праћену убрзаним срчаним ритмом )
- психотична реакција
- параноидност и
- агресивност.

Хипертензивне кризе и срчане аритмије могу угрозити цереброваскуларни систем (мозак и мождане крвне судове) и довести до појаве „слога“ или можданих крвављења (хеморагија).
Треба имати на уму да је интоксицирана особа можда конзумирала и неке друге дроге : кокаин, амфетамине, марихуану, алкохол...

### Пролонгиране интоксикације губитак менталне бистрине
Пролонгиране интоксикације с великим дозама погађају чак и особе са наглашеном толеранцијом на екстази. Младе особе гутају огромне количине ове дроге и доспевају у стање физичке и психичке исцрпљености. Могу се издвојити следећи симптоми:
- промене расположења
- емоционалну нестабилност
- анксиозност
- депресивност и
- теже менталне поремећаје типа психоза, које су праћене параноидношћу и насилничким понашањем.

Пролонгирана интоксикација малим дозама праћења је блажом психопатијом:
- губитак менталне бистрине и прибраности
- ментална конфузија
- нерасположење
- губитак мотивације
- дезоријентација заборавност и
- оштећење памћења.

Уколико особа настави да користи дрогу, долази до губитка апетита и несанице.